# Rivière Mouilleuse
Rivière Mouilleuse är ett vattendrag i Kanada.   Det ligger i provinsen Québec, i den sydöstra delen av landet, 400 km nordväst om huvudstaden Ottawa.
I omgivningarna runt Rivière Mouilleuse växer i huvudsak blandskog. Runt Rivière Mouilleuse är det mycket glesbefolkat, med 6 invånare per kvadratkilometer.